# Heloderma suspectum
Heloderma suspectum (гила монструм) је гмизавац из реда Squamata и фамилије Helodermatidae. То је врста отровног гуштера који потиче из југозападних Сједињених Држава и северозападне мексичке државе Сонора. То је тежак, типично спори гмизавац, дугачак до 60 cm (2,0 ft) и једини је отровни гуштер пореклом из Сједињених Држава. Његови отровни блиски рођаци, четири гуштера са мехурићима (све бивше подврсте Heloderma horridum) настањују Мексико и Гватемалу. Гила монструм је троме природе, тако да генерално није опасан и врло ретко може представљати стварну претњу за људе. Ипак, његова претерано застрашујућа репутација довела је до тога да понекад буде убијен, упркос томе што је заштићен државним законом у Аризони.

## Историја
| Објашњење бројева | Објашњење бројева                    |
| ----------------- | ------------------------------------ |
| 1                 | Касни еоцен (око 35 милиона година)  |
| 2                 | Касни миоцен (око 10 милиона година) |
| 3                 | Плиоцен (око 4,4 милиона година)     |
| 4                 | Плиоцен (око 3,0 милиона година)     |

Назив „Гила” се односи на слив реке Гила у америчким државама Аризона и Нови Мексико, где је чудовиште Гила некада било присутно у изобиљу. Heloderma значи „кожа са клиновима“, од старогрчких речи helos (ἧλος), „глава ексера или клина“ и derma (δέρμα), „кожа“. Suspectum долази од описивача, палеонтолога Едварда Дринкера Коупа. У почетку (1857), овај нови примерак рода Heloderma је погрешно идентификован и сматран је северном варијацијом гуштера са мехурићима већ познатог из Мексика. Сумњало се да би гуштер могао бити отрован због жлебова у зубима.
Гила чудовиште је највећа постојећа врста гуштера пореклом из Северне Америке северно од мексичке границе. Његова дужина од њушке до краја репа креће се од 26 до 36 cm (10 до 14 in). Реп сачињава око 20% величине тела, а највећи примерци могу достићи 51 до 56 cm (20 до 22 in) укупне дужине. Телесна маса је обично у распону од 550 до 800 g (1,21 до 1,76 lb). Они делују снажно у својој грађи тела са дебелом њушком, масивном главом и „малим“ очима које се могу заштитити мембраном за никтирање.
Чудовиште Гила има три блиска жива сродника (гуштери са мехурима) у Мексику: Heloderma exasperatum, Heloderma horridum и Heloderma alvarezi, као и другу врсту гуштера од мехурима, Heloderma charlesbogerti, у Гватемали.
Еволуциона историја Helodermatidae може се пратити до периода креде (пре 145 до 166 милиона година), када су биле присутне Gobiderma pulchrum и Estesia mongolensis. Род Heloderma постоји још од миоцена, када је живела H. texana. Фрагменти остеодерма од Гила чудовишта пронађени су у касним плеистоценским наслагама (пре 10.000 до 8.000 година) у близини Лас Вегаса, Невада. Пошто су хелодерматиде остале релативно непромењене морфолошки, повремено се сматрају живим фосилима. Иако се чини да је Гила чудовиште блиско повезано са варанидима Африке, Азије и Аустралије, њихова широка географска одвојеност и јединствене карактеристике које се не налазе код варанида указују на то да је Heloderma боље смештена у посебну породицу.

## Екологија
Гила чудовишта проводе 90% свог живота под земљом у јазбинама или стеновитим склоништима. Активни су ујутру током сушне сезоне (пролеће и рано лето). Гуштери се селе у различита склоништа сваких 4-5 дана до почетка летње сезоне. Чинећи то, они се оптимизују за погодно микростаниште за преживљавање. Касније током лета, могу бити активни током топлих ноћи или после грмљавине. Они одржавају температуру површине тела од око 30 °C (86 °F). Приближно 37 °C (99 °F), они су у стању да смање своју телесну температуру до 2 °C (36 °F) активираним, ограниченим испаравањем преко клоаке.. Једна студија која је истраживала популацију Гила чудовишта у југозападној Јути приметила је да је активност гуштера достигла врхунац од краја априла до средине јуна. Просечна раздаљина коју су прешли током њихових најактивних периода била је 210 m, међутим неки од гуштера би повремено путовали и преко једног километра. Током активне сезоне Гила чудовишта од отприлике 90 дана, само током десет од тих дана су били активни. Гила монструми су спори у погледу спринтерских способности, али имају релативно високу издржљивост и максимални аеробни капацитет ([[VO2max|2 макс) за гуштера. Плен су којоти, јазавци и птице грабљивице. Њихови младунци су плен змија, на пример, краљевске змије (Lampropeltis sp.).

## Исхрана
Исхрана Гила чудовишта се састоји од разноврсне хране - малих сисара (као што су млади кунићи, зечеви, мишеви, веверице, други глодари, итд), малих птица, змија, гуштера, жаба, инсеката, стрвина, и јаја птица, гуштера, змија и корњача. Тврди се да им три до четири обимна оброка у пролеће дају довољно енергије за целу сезону. Ипак, хране се кад год наиђу на одговарајући плен. Младунци пробављају своје резерве жуманца зими под земљом ради снабдевања енергијом и преживљавања. Млади могу да прогутају до 50% своје телесне тежине у једном оброку. Одрасли могу да поједу до једне трећине своје телесне тежине у једном оброку.
Ова Heloderma sp. користи свој изузетно акутни њух да лоцира плен. Снажан језик са врхом са два краја пигментиран је црно-плавим бојама, служи као оријентација и преузима молекуле мириса као хемијске информације које се преносе до отвора Јацобсоновог органа око средине горње усне шупљине; информација се затим одмах транспортује у мозак да би се декодирала.
Плен може бити згњечен на смрт ако је велик, или поједен жив, већином почевши од главе, уз помоћ мишићних контракција и савијања врата. Након што се храна прогута, Гила чудовиште може одмах да настави да витла језиком како би идентификовао још плена као што су јаја или млади у гнездима. Гила чудовишта су у стању да се пењу на дрвеће и кактусе, те чак и уз прилично равне зидове грубе површине.

## Угроженост
Ова врста је на нижем степену опасности од изумирања, и сматра се скоро угроженим таксоном.

## Распрострањење
Врста има станиште у Сједињеним Америчким Државама и Мексику.

## Станиште
Станишта врсте су планине, травна вегетација, екосистеми ниских трава и шумски екосистеми, брдовити предели и пустиње.

## Начин живота
Врста Heloderma suspectum прави гнезда.